# Sân bay Phú Giáo
Sân bay Phú Giáo nằm ở huyện Phú Giáo, tỉnh Bình Dương.
Sân bay có một đường băng dài 1300m.
Hiện nay, đây là sân bay duy nhất của tỉnh này, dùng để khai thác dự trữ quân sự.